# Rowlf el perro
Rowlf el perro es un personaje de los Muppets, un perro marrón desaliñado de raza indeterminada, con un hocico negro redondeado y largas orejas. Fue creado y realizado originalmente por Jim Henson. Rowlf es pianista residente del Teatro de los Muppets, así como uno de apoyo a los miembros del reparto de la serie. Calma y ocurrente, su humor se caracteriza por ser inexpresivo y, como tal, es uno de los pocos Muppets que rara vez está nervioso por el caos prevaleciente de la serie. Él está muy tranquilo y un fan de la música clásica (especialmente Beethoven) y musicales. 
A pesar de que la rana Kermit se acredita a menudo como el icono de los Muppets de Henson, Rowlf fue en realidad el primer verdadero Muppet "estrella" como un personaje recurrente en el Jimmy Dean Show, apareciendo por primera vez en un show de transmisión por televisión el 19 de septiembre de 1963.

## Historia
Rowlf se introdujo en 1962 para los anuncios de Purina Dog Chow, siendo diseñado por Jim Henson y construido por Don Sahlin.
Rowlf se hizo popular como compañero de Jimmy Dean en The Jimmy Dean Show, realizado por Henson y Frank Oz. Fue el primero de los Muppets con un lugar regular en la televisión que aparece en numerosos episodios a partir de 1963 para el año 1966. Jimmy Dean afirmó que los segmentos con Rowlf fueron una de las zonas más populares de la serie, y que atrajo Rowlf dos mil cartas de fanes de la semana. 
En 1968, Rowlf apareció con la rana Gustavo -La Rana René en Hispanoamérica- en la bobina de tono para Sesame Street. Al final de la bobina de tono, Rowlf se representa como siendo ansiosos de formar parte del elenco de Sesame Street, mientras que Kermit parece renuente a hacerlo; irónicamente, fue Kermit que se convirtió en una estrella de sésamo , mientras Rowlf apareció sólo en un segmento filmado y nunca fue parte del elenco regular de la serie.
En 1976, se unió al elenco Rowlf recurrente de The Muppet Show como pianista del espectáculo. Rowlf también desempeñó el Dr. Bob , el médico ocurrente en el recurrente drama médico parodia de "Veterinarians' Hospital", junto a las enfermeras Janice y Piggy.

## Refs
1. ↑   "2/–/1963 – ‘Don Sahlin started to work regularly.’ | Jim Henson's Red Book". Henson.com. 2014-02-03.
2. ↑   "The Secret Genius Of Rowlf The Dog". Whatculture.com. 2012-09-23.

- Datos: Q5252430
- Multimedia: Rowlf the Dog / Q5252430